# Maaike Koutstaal
Maaike Koutstaal (Rotterdam, 20 juni 1975) is een voormalig tennisspeelster uit Nederland. Zij was actief in het proftennis van 1991 tot en met 2000.

## Loopbaan

### Enkelspel
Koutstaal debuteerde in 1991 op het ITF-toernooi van Klagenfurt (Oostenrijk). Zij stond in 1994 voor het eerst in een finale, op het ITF-toernooi van Barcelona (Spanje) – zij verloor van de Paraguayaanse Larissa Schaerer. Twee maanden later veroverde Koutstaal haar enige enkelspeltitel, op het ITF-toernooi van Bilbao (Spanje), door de Française Catherine Mothes te verslaan.
In 1995 kwalificeerde Koutstaal zich voor de enige keer voor een WTA-hoofdtoernooi, op het toernooi van Jakarta.
Haar hoogste notering op de WTA-ranglijst is de 189e plaats, die zij bereikte in april 1995.

### Dubbelspel
Koutstaal behaalde in het dubbelspel betere resultaten dan in het enkelspel. Zij werd driemaal kampioen van Nederland in het damesdubbelspel: in 1993, 1995 en 1997.
Internationaal debuteerde zij in 1991 op het ITF-toernooi van Klagenfurt (Oostenrijk), samen met landgenote Lara Bitter. Zij stond in 1993 voor het eerst in een finale, op het ITF-toernooi van Amadora (Portugal), weer samen met Lara Bitter – hier veroverde zij haar eerste titel, door het duo Virág Csurgó en Teodora Nedeva te verslaan. In totaal won zij negen ITF-titels, de laatste in 2000 in Buchen (Duitsland).
In 1995 kwalificeerde Koutstaal zich voor het eerst voor een WTA-hoofdtoernooi, op het toernooi van Jakarta, samen met de Belgische Dominique Monami. Zij bereikten er de kwartfinale. Dit is tevens haar beste resultaat op de WTA-toernooien.
Haar beste resultaat op de grandslamtoernooien is het bereiken van de derde ronde, op Wimbledon 1995 aan de zijde van de Tsjechische Radka Bobková. Haar hoogste notering op de WTA-ranglijst is de 86e plaats, die zij bereikte in oktober 1995.

### Na het beroepstennis
Koutstaal is gehuwd met Erik Kerkhoff. Van 1998 tot oktober 2015 was zij coach op de tennisschool van Rob Koutstaal in Rotterdam. Van september 2003 tot september 2014 was zij leerkracht op de openbare Daltonschool in Barendrecht. Na een korte loopbaan bij een IT-bedrijf dat toepassingen voor het onderwijs bouwt, is zij sinds augustus 2016 werkzaam op het terrein van human resources in het onderwijs. Zij speelde tot medio 2016 nog actief verenigingtennis.

## Palmares

### Gewonnen ITF-toernooien enkelspel
| nr. | finaledatum | toernooi | ondergrond | dotatie | tegenstandster in finale | score    |
| --- | ----------- | -------- | ---------- | ------- | ------------------------ | -------- |
| 1.  | 1994-07-24  | Bilbao   | gravel     | $25.000 | Catherine Mothes         | 6-3, 6-1 |

### Gewonnen ITF-toernooien dubbelspel
| nr. | finaledatum | toernooi  | ondergrond    | dotatie | partner                | tegenstandsters in finale             | score         |
| --- | ----------- | --------- | ------------- | ------- | ---------------------- | ------------------------------------- | ------------- |
| 1.  | 1993-02-21  | Amadora   | hardcourt     | $10.000 | Lara Bitter            | Virág Csurgó Teodora Nedeva           | 6-0, 3-6, 6-2 |
| 2.  | 1993-02-28  | Olivier   | hardcourt     | $10.000 | Linda Niemantsverdriet | Lara Bitter Kim de Weille             | 6-4, 6-3      |
| 3.  | 1994-02-20  | Newcastle | tapijt (i)    | $25.000 | Linda Niemantsverdriet | Karen Nugent Joanne Ward              | 2-6, 7-5, 6-2 |
| 4.  | 1994-03-13  | Prostějov | hardcourt (i) | $25.000 | Lara Bitter            | Květa Peschke Jana Pospíšilová        | 7-5, 6-3      |
| 5.  | 1994-07-03  | Vaihingen | gravel        | $25.000 | Lara Bitter            | Nicole Pratt Kirrily Sharpe           | 6-1, 6-2      |
| 6.  | 1996-11-17  | Caïro     | gravel        | $10.000 | Andrea van den Hurk    | Katarina Srebotnik Jessica Steck      | walk-over     |
| 7.  | 1997-11-23  | Jaffa     | hardcourt     | $10.000 | Nataly Cahana          | Tzipora Obziler Anna Smashnova        | 6-2, 6-1      |
| 8.  | 1998-09-06  | Sofia     | gravel        | $25.000 | Ljoebomira Batsjeva    | Magda Mihalache Zuzana Váleková       | 6-1, 7-5      |
| 9.  | 2000-02-27  | Buchen    | tapijt (i)    | $10.000 | Adrienn Hegedűs        | Magdalena Kučerová Ludmila Richterová | 6-4, 6-2      |

## Resultaten grandslamtoernooien
| Legenda | Legenda                          |
| ------- | -------------------------------- |
| g.t.    | geen toernooi gehouden           |
| l.c.    | lagere categorie                 |
| –       | niet deelgenomen                 |
| G       | uitgeschakeld in de groepsfase   |
| 1R      | uitgeschakeld in de eerste ronde |
| 2R      | uitgeschakeld in de tweede ronde |
| 3R      | uitgeschakeld in de derde ronde  |
| 4R      | uitgeschakeld in de vierde ronde |
| KF      | uitgeschakeld in de kwartfinale  |
| HF      | uitgeschakeld in de halve finale |
| F       | de finale verloren               |
| W       | het toernooi gewonnen            |
| w-v     | winst/verlies-balans             |

### Vrouwendubbelspel
| Toernooi        | 1995 | 1996 |
| --------------- | ---- | ---- |
| Australian Open | 1R   | –    |
| Roland Garros   | 2R   | 1R   |
| Wimbledon       | 3R   | 1R   |
| US Open         | 1R   | –    |